# قيفاوس (كوكبة)
قِيفَاوُس أو الملتهب (باللاتينية: Cepheus) هي كوكبة تظهر طوال العام في نصف الكرة الأرضية الشمالي، وعلى الرغم من كونها ليست كوكبةً لامعةً إلا أنها لا توجد صعوبة تذكر في إيجادها.
يقع برج الملتهب في الجزء الفارغ من السماء قرب القطب الشمالي.
وأما المجرات النجمية الموجودة في برج الملتهب: مجرة الألعاب النارية.
ومن السدم: سديم القزحية.
ومن التجمعات النجمية: NGC 7762 ،NGC 7510 ،NGC 7226 ،NGC 188 ،NGC 6939.
ومن أهم النجوم الموجودة في برج الملتهب: ألفا الملتهب (الذراع الأيمن) وبيتا الملتهب (الفرق) . وغاما الملتهب (الراعي) ، والراقص وهو ميو الملتهب ( أو نجم هيرستشيل) ، وإكسي الملتهب (القرحة)، ورهو الملتهب 2 ( نجم القلب الراي).

## اقرأ أيضا
- دلتا قيفاوس
- بيتا قيفاوس (الفرق)
- سديم القزحية
- قائمة النجوم في كوكبة الملتهب
- سي بي 230